# NGC 990
NGC 990 is een elliptisch sterrenstelsel in het sterrenbeeld Ram. Het hemelobject werd op 21 september 1786 ontdekt door de Duits-Britse astronoom William Herschel.

## Synoniemen
- PGC 9890
- UGC 2089
- MCG 2-7-18
- ZWG 439.19